# Condado de Ballard
El condado de Ballard o en inglés Ballard County, fundado en 1842, es un condado del estado estadounidense de Kentucky. En el año 2000 tenía una población de 8.286 habitantes. La sede del condado es Wickliffe.  El condado es el nombre de capitán Bland Ballard, un miembro de la Asamblea General de Kentucky. Ballard es un condado de clima seco.